# Edelkakao
Im Kakaohandel wird fermentierter und getrockneter Kakao entsprechend seiner Herkunft und Aromaeigenschaften in Edelkakao und Konsumkakao unterschieden. Das typische Kakaoaroma weisen sowohl der Konsum- als auch der Edelkakao auf.

## Edelkakao
Edelkakao unterscheidet sich von Konsumkakao durch seine charakteristischen Aromanoten, die als fruchtig, blumig oder nussig beschrieben werden. Chocolatiers und Schokoladengourmets benutzen noch weitere Beschreibungen, die Ähnlichkeit mit denen von guten Weinen haben. So werden Edelkakaos aus Venezuela, Madagaskar oder Papua-Neuguinea auch als rosinig, erdig, holzig oder caramellig charakterisiert.
Der Criollo gilt als der Edelste unter den Edelkakaos. Er ist in der Regel wenig säuerlich, kaum bitter und besitzt neben einem milden Kakaogeschmack ausgeprägte Nebenaromen. Zu den Edelkakaos werden außerdem der Nacional-Kakao aus Ecuador und sehr viele Trinitarios gezählt. Trinitario-Kakaos können einen kräftigen Geschmack, eine leichte Säure und ausdrucksstarke Aromen hervorbringen. Da der Geschmack des Kakaos nicht allein von den Genen der Pflanzen, sondern auch vom Boden und den klimatischen Bedingungen abhängt, unterscheidet man im Handel neben den zahlreichen Kakaogruppen auch nach deren Anbaugebieten. So gibt es eine Edelkakao-Handelsqualität aus Java mit hellbrechenden Kakaosamen, den „Java-A“-Kakao.
Für Edelkakaos wird in der Regel ein deutlich höherer Preis (bis zehnfach) gezahlt.

### Herkunft und Menge
Laut der aktuellen Fassung des Internationalen Kakao-Übereinkommens von 2010, gültig seit 1. Oktober 2012, ist Edelkakao „Kakao, der wegen seines einzigartigen Geschmacks und seiner einzigartigen Farbe geschätzt“ und in einem der folgenden Länder angebaut wird (jeweils in Klammern: Insgesamt exportierte Kakaobohnen im Erntejahr 2007/2007 in Tonnen) / Anteil Edelkakao am Kakaoexport des Landes in Prozent:
(Nachfolgend sind nur die Zahlen aus jenen Ländern, die Edel-Kakao anbauen, aufgeführt. Jene Länder, die ausschließlich Konsum-Kakao anbauen, sind nachfolgend nicht genannt.)
Costa Rica (? t, 100 %), Dominica (0 t, 100 %), Dominikanische Republik (34.106 t, 40 %), Ecuador (115.264 t, 75 %), Grenada (214 t, 100 %), Indonesien (465.863 t, 1 %), Jamaika (? t, 100 %), Kolumbien (? t, 95 %), Madagaskar (3.609 t, 100 %), Papua-Neuguinea (51.588 t, 90 %), Peru (11.178 t, 90 %), St. Lucia (? t, 100 %), São Tomé und Príncipe (1.500 t, 35 %), Trinidad und Tobago (? t, 100 %), Bolivarische Republik Venezuela (4.688 t, 95 %)
Die Edelkakao-Gesamtmenge beträgt damit rund 175.000 Tonnen. Das entspricht einem Anteil von knapp 6 Prozent an den Kakaoexporten der Welt von 3.106.938 Tonnen.

## Konsumkakao
Im Gegensatz zu den Edelkakaos weisen die meisten Forasteros einen kräftigeren Kakaogeschmack auf und sind weniger aromatisch und teilweise bitter oder säuerlich. Dennoch besitzt der Forastero aufgrund seiner Robustheit und seiner hohen Erträge die größte Bedeutung für den Weltmarkt und wird in allen großen Produzentenländern angebaut. Im Handel wird dieser Forasterokakao auch als Konsumkakao bezeichnet.
Konsumkakao stellt 95 % der Weltjahresproduktion, die Erzeugung findet hauptsächlich in Westafrika (Ghana und Elfenbeinküste) statt, gefolgt von Südostasien.

## Unterscheidung Konsumkakao und Edelkakao
Konsumkakao und Edelkakao sind in der Zusammensetzung nur wenig anders, der größte Unterschied liegt im Gehalt von Theobromin und Coffein. So enthält Edelkakao im Verhältnis mehr Coffein als Theobromin. Durch Mischen mit Criollo-Kakao werden verschiedene Kakaogeschmacksnoten erzielt.